# Museo de Alamedilla
El museo de Alamedilla fue inaugurado en el año 2007. Está situado en el centro del pueblo español de Alamedilla (Granada), más concretamente en la segunda planta del hogar del pensionista. El museo ha sido creado con las aportaciones de los aperos de los propios vecinos del pueblo. 
El museo consta de dos secciones:
1. Etnología: esta parte concentra todos los aperos de labranza que utilizaron nuestros padres y abuelos, aquí también están los utensilios de cocina y del baño como es un castillejo, una lavativa, un lavabo, y una radio.
2. Prechistoria: esta parte contiene todos los fósiles encontrados en toda la zona del pueblo. El fósil estrella es un amonite que pesa 40 kilos de peso.